# Seeschlange (Kryptozoologie)

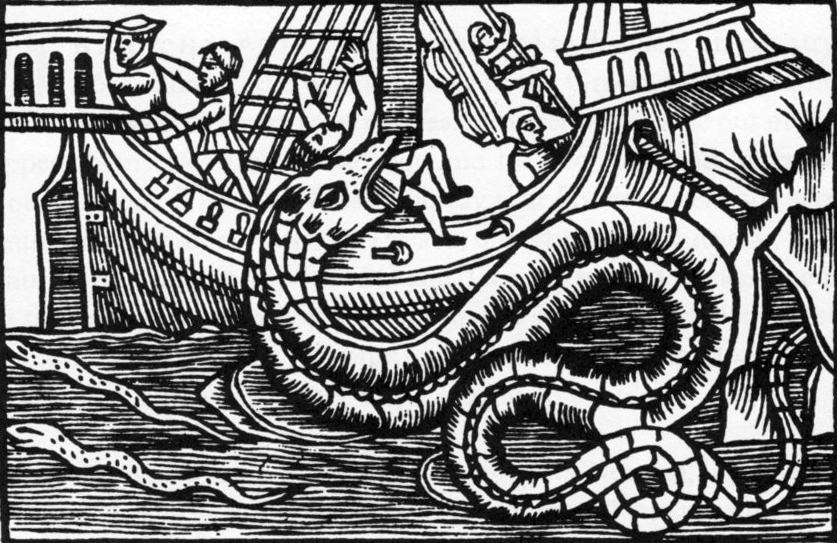
Eine große Seeschlange attackiert Schiff und Besatzung (Olaus Magnus: Historia de Gentibus Septentrionalibus, Rom 1555)

Als Seeschlange bezeichnet man in der Kryptozoologie eine Reihe von schlangenähnlichen, im Wasser lebenden Tieren. Trotz zahlreicher, vorgeblicher Augenzeugenberichte ist deren Existenz nicht nachgewiesen. Laut Berichten sollen diese Seeungeheuer besonders häufig an der Ostküste Nordamerikas und an den größeren Buchten der Küste Norwegens gesehen worden sein.

## Berichte
Der römische Dichter Vergil beschreibt in der Aeneis zwei Seeschlangen mit rotglühenden Augen und purpurnen Kämmen, die Laokoon und seine Söhne verschlingen. Der schwedische Geistliche Olaus Magnus stellt 1555 in seinen Werken Carta Marina und Historia de gentibus septentrionalibus neben der norwegischen Seeschlange auch zahlreiche andere Seeungeheuer in Wort und Bild dar, deren Beschreibung von späteren Autoren übernommen wurde. So finden sich Magnus’ Seeungeheuer beispielsweise auch in Conrad Gessners bedeutendem Werk Historia Animalium. Die Seeschlange soll nach Magnus etwa 7 Meter lang gewesen sein und einen Durchmesser von 60 Zentimetern besessen haben. Die Seeschlange soll außerdem „wie Feuer leuchtende“ Augen, einen mit braunen Schuppen bedeckten Körper und einen mit einer Mähne umgebenen Kopf besessen haben. Sie soll sich neben Kraken, Hummern und Krabben bei Gelegenheit auch von Vieh auf den Weiden ernähren.
Zu Beginn des 18. Jahrhunderts beschrieb der deutsche Abenteurer Martin Wintergerst die große Seeschlange, die er bei Fischfangreisen im Nordatlantik gesehen haben will. 1977 wurde vom japanischen Fischtrawler Zuiyo Maru vor der Küste Neuseelands ein über zehn Meter langer, drachenartiger, stark zersetzter Kadaver geborgen. Aufgrund der ungewöhnlichen Form der Überreste wurde teilweise vermutet, dass es sich bei dem Kadaver um einen Plesiosaurier gehandelt haben könnte. Aufgrund einer Gewebeprobe konnte der Kadaver aber als Riesenhai identifiziert werden.

## Interpretation

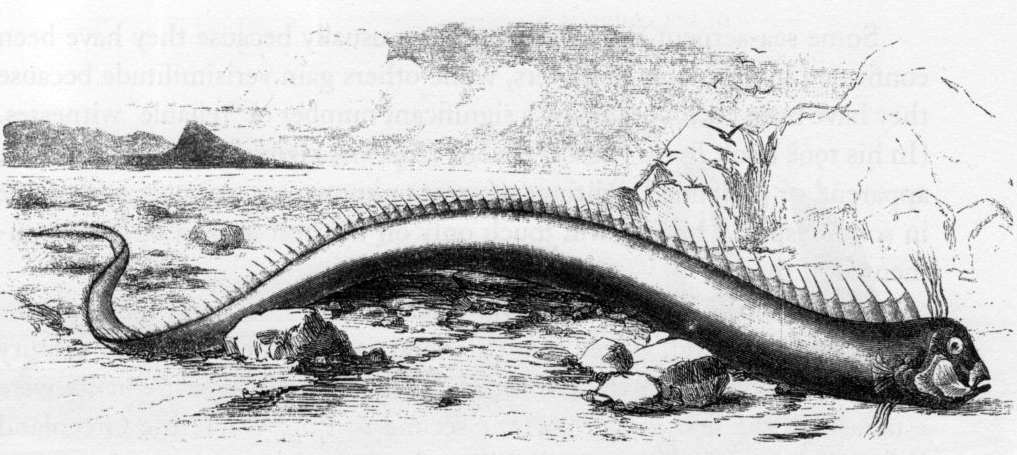
Zeichnung eines Riemenfisches von 1860 an einem Bermudastrand, der als Seeschlange bezeichnet wurde

Beim Verwesungsprozess von Riesenhaien entstehen zuweilen groteske Formen, die erwiesenermaßen schon in vielen anderen Fällen für Kadaver von Seeungeheuern gehalten wurden. Zwischen 1984 und 1997 erschienen zahlreiche Publikationen, die den Fund dann aufgrund widersprüchlicher Indizien abschließend als „ungelöstes Rätsel“ bezeichneten.
Für die Möglichkeit der Existenz langgestreckter, schlangenartiger Seetiere wird das Vorhandensein ähnlicher ausgestorbener Tiere wie Hydrarchus oder Zeuglodon angeführt, doch können obige Angaben darauf beruhen, dass man reihenweise schwimmende Delfine, große Haie, in Gruppen schwimmende Riesenhaie oder auch den Riesentang für Seeschlangen gehalten hat.
Als wahrscheinlichstes Vorbild für vorgebliche Sichtungen von mystischen Seeschlangen dürfte der Riemenfisch Regalecus glesne gelten, ein bis zu 11 Meter langer (in seltenen Berichten bis 17 m) Tiefseefisch mit einem langgestreckten, schlangenähnlichen Körper. Er besitzt einen pferdeähnlichen Kopf und einen Kamm, der einer Mähne ähnelt. Dieses Aussehen ähnelt stark demjenigen, das der Großteil der Berichte über vorgebliche Sichtungen beschreibt. Hin und wieder gerät das Tier auch in Fischernetze oder wird sterbend an Stränden angespült.